# Port lotniczy Kraljevo-Lađevci
Port lotniczy Kraljevo-Lađevci (IATA: KVO, ICAO: LYKV) – port lotniczy położony w miejscowości Kraljevo, w Serbii.

## Kierunki lotów i linie lotnicze
| Linia lotnicza | Kierunek                                            |
| -------------- | --------------------------------------------------- |
| Air Serbia     | 1. Stambuł Sezonowo: 1. Saloniki-Macedonia 2. Tivat |